# Kväsarvalsen

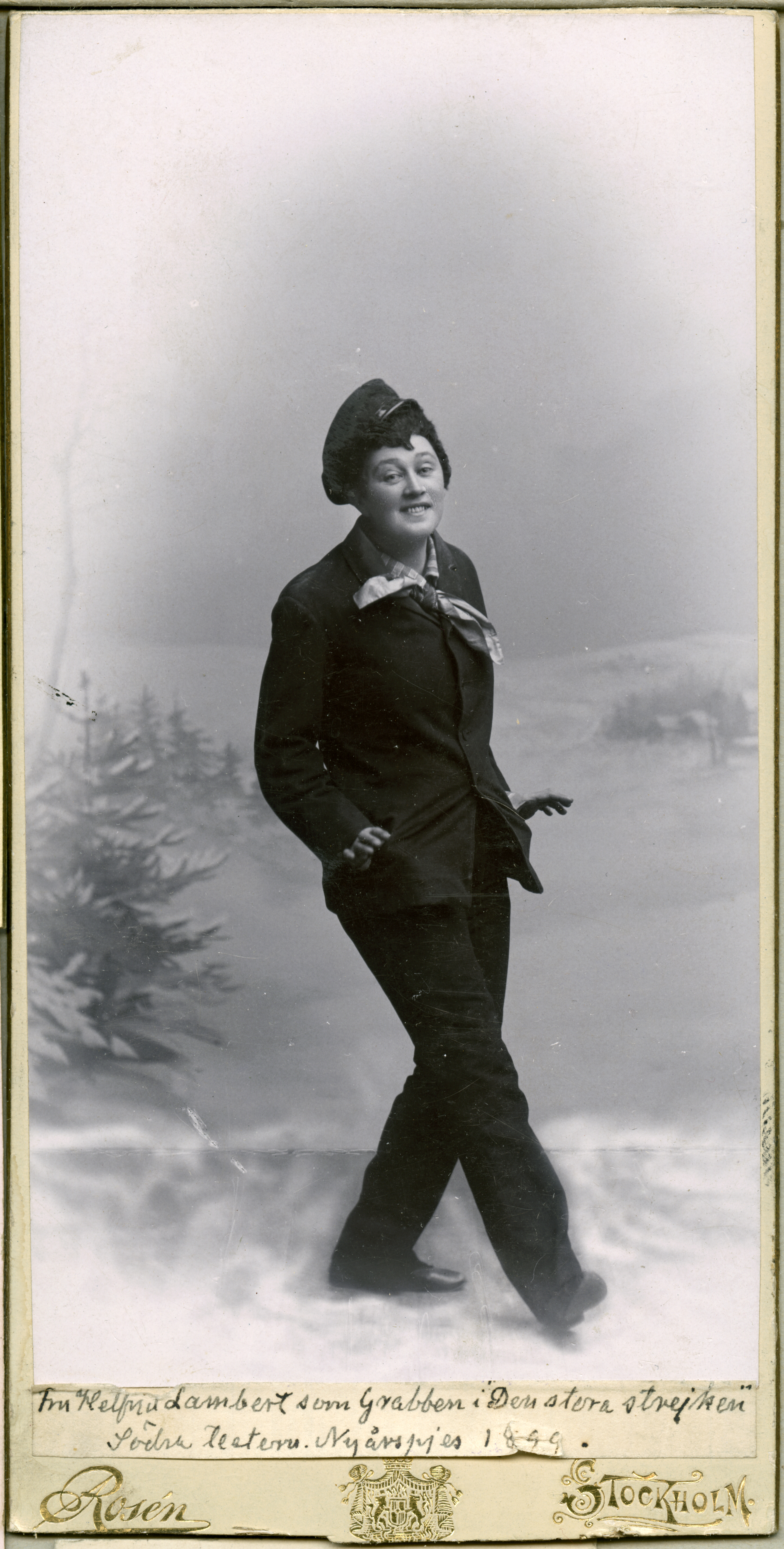
Helfrid Lambert som Grabben i Den stora strejken. Södra teaterns nyårsrevy 1899.

Kväsarvalsen var en stor schlager i Sverige vid sekelskiftet 1900. 
Den bygger på en folklig valsmelodi som konstnären Arthur Högstedt hört på en dansbana. Han visslade ofta denna melodi på de stockholmskrogar han besökte. En dag hade han en text färdig på stockholmsslang. Text och melodi publicerades i Strix nr 17 den 28 april 1898. Snart var den allmänt sjungen. Emil Norlander hörde den men tyckte att texten var alltför djärv. Han skrev en annan text som framfördes i nyårsrevyn Den stora strejken på Södra Teatern 1889 av Helfrid Lambert och Hildegard Harring som två kväsargrabbar. Redan vid revyns generalrepetition slog melodin så att konkurrenterna på Folkan snabbt satte in melodin men med Högstedts text i nyårsrevyn på nyårsdagen. Där sjöngs den av Ernst Fastbom. Högstedt togs in på mentalsjukhus 1904 där han vistades fram till sin död 1942. Helfrid Lambert fick en stor framgång med Kväsarvalsen i Lennart Hylands radioprogram Karusellen 1952, då hon även sjöng in den på skiva.
Högstedts text lyder:
En kvanting träder i salen in
för att fröjda me' fjällan sin
och alla rynkor bli glada i håg,
ty stunsigare kvanting man sällan såg.
(refräng) O, du den stunsigaste kvanting,
som vi nån'sin i livet gett
något av vår kvantitettjolanting,
ty aldrig bättre än dig vi sett!
Grabben sig sakta i salen rör
tar av sig lörparn från lockigt skör,
stoppar den ner uti lomman sin,
tar ett tag i daljan och gör sig fin.
O, du den stunsigaste kvanting...
Grabben går efter väggen kring
träffar sin fjälla i rynkornas ring,
släcker harsset å spottar ett tag,
tjänare A'gusta, godda' goddag!
O, du den stunsigaste kvanting...
Två armar hon lägger om grabbens hals
för att fröjda med honom en vals,
två kardor han lägger på henne då
å stilit å kväsit de börjar gå.
O, du den stunsigaste kvanting...
Med huvud mot huvud och bröst mot bröst
han viskar åt henne med kärlekens röst,
ej bussigare fjälla än dig jag får,
och så i en cirkel de hela går.
O, du den stunsigaste kvanting...